# سيرجي كوستيوك
سيرجي كوستيوك (بالأوكرانية: Костюк Сергій Анатолійович)‏ (30 نوفمبر 1978 بأوديسا في أوكرانيا - ) هو لاعب كرة قدم كازاخستاني في مركز الوسط. شارك مع منتخب كازاخستان لكرة القدم. أما مع النوادي، فقد لعب مع إف كي أتيراو وتشورنومورتس أوديسا ونادي توبول ونادي شاختار قراغندي ونادي فورسكلا بولتافا ونادي فوستوك وFC Odesa ‏ وFC Polissya Zhytomyr ‏ ونادي أوديسا وFC Real Pharma Odesa ‏ وFC Zhetysu ‏.

## وصلات خارجية
- سيرجي كوستيوك على موقع الاتحاد الأوربي (الإنجليزية)
- سيرجي كوستيوك على موقع اتحاد أوكرانيا (الإنجليزية)
- سيرجي كوستيوك على موقع قاعدة بيانات كرة القدم.إي يو (الإنجليزية)
- سيرجي كوستيوك على موقع ناشيونال فوتبول تيمز (الإنجليزية)
- سيرجي كوستيوك على موقع Soccerway.com (الإنجليزية)